# ヨハン・エマヌエル・ヨナーソン
ヨハン・エマヌエル・ヨナーソン（Johan Emanuel Jonasson、1886年2月23日 - 1956年10月19日）はスウェーデンの作曲家、音楽家。ストックホルム出身。苗字はヨナソン、ヨナッソンとも表記。
ヨナーソンは初めはSvea Livgarde軍の音楽家として活動し、続いてsexmanna管弦楽団の映画音楽家として映画「Gyllene Göken」などで活動した。別名Gök-Jonasとしても活動している。彼が作った曲のうち、現在も一般に広く知られているものとしては「かっこうワルツ」が挙げられる。

## クラシック音楽
- かっこうワルツ Kuckuckswalzer